# Lago di Occhito
Lago di Occhito este o arie protejată (arie specială de conservare — SAC, sit de importanță comunitară — SCI, arie de protecție specială avifaunistică — SPA) din Italia întinsă pe o suprafață de 2.454 ha, integral pe uscat.

## Localizare
Centrul sitului Lago di Occhito este situat la coordonatele 41°34′04″N 14°55′43″E / 41.567778°N 14.928611°E.

## Înființare
Situl Lago di Occhito a fost declarat sit de importanță comunitară în septembrie 1995 pentru a proteja 1 specie de plante și 55 de specii de animale. Alte tipuri de protecție:
- arie de protecție specială avifaunistică (în aprilie 2005)
- arie specială de conservare (în martie 2017)[2][3][4]

## Biodiversitate
Situată în ecoregiunea mediteraneană, aria protejată conține 6 habitate naturale: Galerii de Salix alba și de Populus alba, Pajiști uscate seminaturale și facies de acoperire cu tufișuri pe substraturi calcaroase (Festuco-Brometalia) (* situri importante pentru orhidee), Pseudostepă cu ierburi și specii anuale de Thero-Brachypodietea, Păduri panonice-balcanice de stejar turcesc - stejar sesil, Râuri mediteraneene cu debit permanent cu specii de Paspalo-Agrostidion și galerii riverane de Salix și de Populus alba, Păduri de stejar alb estice.
La baza desemnării sitului se află mai multe specii protejate:
- plante (1): Stipa austroitalica
- păsări (53): fluierar de munte (Actitis hypoleucos), pescăruș albastru (Alcedo atthis), rață sulițar (Anas acuta), gârliță mare (Anser albifrons), fâsă-de-câmp (Anthus campestris), egretă mare (Ardea alba), stârc cenușiu (Ardea cinerea), stârc roșu (Ardea purpurea), stârc galben (Ardeola ralloides), rață-cu-cap-castaniu (Aythya ferina), rață roșie (Aythya nyroca), pasărea ogorului (Burhinus oedicnemus), fugaci roșcat (Calidris ferruginea), fugaci mic (Calidris minuta), bătăuș (Calidris pugnax), caprimulg (Caprimulgus europaeus), prundăraș de sărătură (Charadrius alexandrinus),  prundaș gulerat mic (Charadrius dubius), prundaș gulerat mare (Charadrius hiaticula), barză albă (Ciconia ciconia), erete de stuf (Circus aeruginosus), erete vânăt (Circus cyaneus), erete cenușiu (Circus pygargus), dumbrăveancă (Coracias garrulus), egretă mică (Egretta garzetta), presură de grădină (Emberiza hortulana), Falco biarmicus, Falco naumanni, șoim călător (Falco peregrinus), șoimul rândunelelor (Falco subbuteo), vânturel de seară (Falco vespertinus), Gallinago media, piciorong (Himantopus himantopus), sitar de mâl (Limosa limosa), ciocârlie de pădure (Lullula arborea), rață fluierătoare (Mareca penelope), prigoare (Merops apiaster), gaia neagră (Milvus migrans), gaia roșie (Milvus milvus), Numenius arquata arquata, stârc de noapte (Nycticorax nycticorax), vultur pescar (Pandion haliaetus), viespar (Pernis apivorus), lopătar (Platalea leucorodia), corcodel mare (Podiceps cristatus), cresteț pestriț (Porzana porzana), cristei de baltă (Rallus aquaticus), corcodel mic (Tachybaptus ruficollis), fluierar de mlaștină (Tringa glareola), fluierarul de zăvoi (Tringa ochropus), fluierarul cu picioare roșii (Tringa totanus), nagâț (Vanellus vanellus), Zapornia parva
- nevertebrate (1): Osmoderma eremita
- pești (1): Alburnus albidus

Pe lângă speciile protejate, pe teritoriul sitului au mai fost identificate 21 de specii de plante, 1 specie de amfibieni, 2 specii de nevertebrate, 1 specie de pești.